# Okres Dietikon
Okres Dietikon (německy Bezirk Dietikon) je jedním z 12 okresů v kantonu Curych ve Švýcarsku. Administrativním centrem okresu je Dietikon.

## Poloha
Okres se rozkládá na západě kantonu Curych, západně od Curychu. Okres vznikl 1. července 1989 oddělením od okresu Curych. Oddělení bylo podpořeno všemi politickými stranami a schváleno většinou voličů v březnu 1985. Pouze v přímo dotčených obcích bylo odtržení odmítnuto. Poté byla zahájena lidová iniciativa požadující zrušení plánovaného okresu. O této lidové iniciativě se hlasovalo v březnu 1988 a v kantonu byla většinově odmítnuta. Rozhodnutí o vzniku okresu tak vstoupilo k 1. červenci 1989 v platnost.

## Seznam obcí
| Znak                 | Název obce           | Počet obyvatel (31. 12. 2023) | Rozloha (km²) | Hustota zalidnění (obyv./km²) |
| -------------------- | -------------------- | ----------------------------- | ------------- | ----------------------------- |
| Aesch                | Aesch                | 1698                          | 5,24          | 324                           |
| Birmensdorf          | Birmensdorf          | 7263                          | 11,42         | 636                           |
| Dietikon             | Dietikon             | 28 201                        | 9,34          | 3019                          |
| Geroldswil           | Geroldswil           | 5261                          | 1,93          | 2726                          |
| Oberengstringen      | Oberengstringen      | 6812                          | 2,15          | 3168                          |
| Oetwil an der Limmat | Oetwil an der Limmat | 2593                          | 2,77          | 936                           |
| Schlieren            | Schlieren            | 20 581                        | 6,59          | 3123                          |
| Uitikon              | Uitikon              | 5510                          | 4,38          | 1258                          |
| Unterengstringen     | Unterengstringen     | 4308                          | 3,34          | 1290                          |
| Urdorf               | Urdorf               | 10 424                        | 7,58          | 1375                          |
| Weiningen            | Weiningen            | 5062                          | 5,38          | 941                           |
| Celkem (11)          | Celkem (11)          | 97 713                        | 60,12         | 1625                          |